# 日炭駅
日炭駅（イルタンえき、朝鮮語: 일탄역）は、朝鮮民主主義人民共和国咸鏡北道吉州郡にある駅で、日炭線に属する。 

## 隣の駅
日炭線
芦洞駅 - 日炭駅